# Phrynobatrachus irangi
Phrynobatrachus irangi är en groddjursart som beskrevs av Robert C. Drewes och Perret 2000. Phrynobatrachus irangi ingår i släktet Phrynobatrachus och familjen Phrynobatrachidae. IUCN kategoriserar arten globalt som starkt hotad. Inga underarter finns listade i Catalogue of Life.